# Thanh Tùng, Thanh Chương
Thanh Tùng là một xã thuộc huyện Thanh Chương, tỉnh Nghệ An, Việt Nam.
Xã Thanh Tùng có diện tích 20,75 km², dân số năm 1999 là 4810 người, mật độ dân số đạt 232 người/km².